# Campeonato Catarinense de Futebol de 2025 - Série C
O Campeonato Catarinense de Futebol de 2025 - Série C será a 22ª edição do terceiro nível do futebol catarinense. Realizada e organizada pela Federação Catarinense de Futebol, a competição será disputada por três clubes entre os meses de setembro e outubro.

## Regulamento
A competição é dividida em duas fases: a inicial em pontos corridos e a final em jogos de mata-mata.

### Primeira fase e fase final
Na primeira fase todas as equipes enfrentam-se em turno e returno. Os dois primeiros avançam para a final em jogos de ida e volta. Se os jogos da final terminarem com placares iguais, a equipe com melhor campanha na primeira fase será considerado o vencedor.
O campeão e o vice disputarão a série B do Campeonato Catarinense de 2026.

## Equipes participantes
| Guarani de Palhoça                                                        | Palhoça        | Renato Silveira         | 2 081 | 0 |
| Imbituba                                                                  | Imbituba       | Emília Mendes Rodrigues | 5 000 | 0 |
| Jaraguá                                                                   | Jaraguá do Sul | João Marcatto           | 5 270 | 0 |
| Guarani de Palhoça Imbituba JaraguáLocalização das equipes participantes. |                |                         |       |   |

## Primeira fase
| Pos | Equipe             | Pts | J | V | E | D | GP | GC | SG | Classificado                                   |
| --- | ------------------ | --- | - | - | - | - | -- | -- | -- | ---------------------------------------------- |
| 1   | Guarani de Palhoça | 0   | 0 | 0 | 0 | 0 | 0  | 0  | 0  | Finalistas e classificados para a Série B 2026 |
| 2   | Imbituba           | 0   | 0 | 0 | 0 | 0 | 0  | 0  | 0  | Finalistas e classificados para a Série B 2026 |
| 3   | Jaraguá            | 0   | 0 | 0 | 0 | 0 | 0  | 0  | 0  |                                                |

### Confrontos
| Mandante \ Visitante | GUA | IMB | JAR |
| -------------------- | --- | --- | --- |
| Guarani de Palhoça   | —   |     |     |
| Imbituba             |     | —   |     |
| Jaraguá              |     |     | —   |

## Final

### Partida de ida
|  |  | − |  |             |
|  |  |   |  | Árbitro: SC |

### Partida de volta
|  |  | − |  |             |
|  |  |   |  | Árbitro: SC |

## Premiação
| Campeão da Série C do Campeonato Catarinense de 2025 |
| ---------------------------------------------------- |
| Campeão (-º título)                                  |